# Давидович, Николай Петрович
Николай Петрович Давидович (15 августа 1919 — 6 мая 1993) — лейтенант Советской Армии, участник Великой Отечественной войны, Герой Советского Союза (1943).

## Биография
Николай Давидович родился 15 августа 1919 года в деревне Карбачевка (ныне — Логойский район Минской области Белоруссии) в крестьянской семье. Окончил пять классов школы, после чего работал в колхозе. Переехав в Коми АССР, работал в леспромхозе. В 1941 году Давидович был призван на службу в Рабоче-крестьянскую Красную Армию. С 1942 года — на фронтах Великой Отечественной войны. Принимал участие в боях на Воронежском и 1-м Украинском фронтах. Участвовал в битве на Курской дуге, освобождении Украинской ССР. К сентябрю 1943 года сержант Николай Давидович командовал пулемётным расчётом 21-го стрелкового полка 180-й стрелковой дивизии 38-й армии Воронежского фронта. Отличился во время битвы за Днепр.
В конце сентября 1943 года Давидович в составе передового отряда переправился через Днепр в районе села Новые Петровцы Вышгородского района Киевской области Украинской ССР. На западном берегу отряд захватил плацдарм и удерживал его, отражая вражеские контратаки. В боях Давидович единственный остался в живых из всего отряда и в одиночку в течение нескольких часов держал оборону.
Указом Президиума Верховного Совета СССР от 29 октября 1943 года за «образцовое выполнение боевых заданий командования на фронте борьбы с немецкими захватчиками и проявленные при этом мужество и героизм» сержант Николай Давидович был удостоен высокого звания Героя Советского Союза с вручением ордена Ленина и медали «Золотая Звезда» за номером 1194.
В 1945 году Давидович окончил Туркестанское пулемётное училище. В 1946 году в звании лейтенанта он был уволен в запас. Проживал в Минске, работал в сферах торговли и строительства.
23 ноября 1953 года Указом Президиума Верховного Совета СССР Давидович был лишён звания Героя Советского Союза, но 2 декабря 1977 года был в нём восстановлен. Причины этого не установлены. Умер 6 мая 1993 года.
Был также награждён орденами Красного Знамени и Отечественной войны 1-й степени, а также рядом медалей.